# 朱子墟
潁川溫僖王朱子墟（1440年代—1485年），明朝周藩第一代潁川王，周簡王朱有爝的庶第九子。

## 生平
景泰六年（1455年）九月，獲賜名子墟。天順元年（1457年）九月，封潁川王。
成化二十一年（1485年），朱子墟去世，諡號溫僖。四年後，庶長子鎮國將軍朱同𨭖襲爵。

## 家庭

### 妻
- 楊氏，南城兵馬副指揮楊福女，天順五年（1461年）冊為潁川王妃[4]

### 子
- 庶長子：鎮國將軍→潁川榮莊王朱同𨭖[3]